# Петерсвальд-Леффельшайд
Петерсвальд-Леффельшайд (нім. Peterswald-Löffelscheid) — громада в Німеччині, розташована в землі Рейнланд-Пфальц. Входить до складу району Кохем-Целль. Складова частина об'єднання громад Цель.
Площа — 15,33 км2. Населення становить 728 ос. (станом на 31 грудня 2020).